# Kasteel Grevenbroek
Kasteel of slot Grevenbroek is een voormalige burcht in Achel, in de Belgische provincie Limburg.
Grevenbroek was een burcht uit de 14e eeuw. Ze lag ten westen van de Tomp. Van de oude burcht zijn nog enkele ruïnes te zien. Heerlijkheid Grevenbroek is ook de naam van de bestuursvorm tussen Hamont-Achel en Sint-Huibrechts-Lille .
Soms wordt de burcht Grevenbroek verward met Kasteel Genenbroek

## Geschiedenis
Overzicht van de geschiedenis van het kasteel:
- na 1338: Bouw van het “huijs van Boxtel”, waaruit de latere burcht van Grevenbroek is gegroeid, door Willem III van Boxtel
- 1338: Het domein Grevenbroek verwerft zijn onafhankelijkheid van het St.-Servaaskapittel te Maastricht en wordt een vrije heerlijkheid.
- 1380: Robrecht van Renswoude (bastaard van Arckel), oom van de Luikse prins-bisschop, wordt heer van Grevenbroek .
- 1401: Belegering van de heerlijkheid en de burchten van Hamont en van  Grevenbroek door de prins-bisschoppelijke milities. Verwoesting van het huys van Boxtel
- 1425: Renovatie van de burcht van Grevenbroek en vermoedelijke bouw vaneen stenen windmolen (torenmolen)
- 1585: Aankoop van de heerlijkheid Grevenbroek inclusief het kasteel door de prinsbisschop van Luik. Het kasteel wordt de woonplaats van de drossaard
- 1702: Verwoesting van de burcht van Grevenbroek door de troepen van hertog van Marlborough